# Ландо III (граф Капуанський)
Ландо III (†885), граф Капуанський (882—885), внук графа Ландульфа I. 
У 879 після смерті брата свого діда єпископа-графа Ландульфа II Ландо відразу спробував не допустити відновлення на престолі свого дядька Панденульфа. Ландо захопив Каліно і Каяццо, Панденульф володів Капуєю. 
Ландо почав створювати коаліцію проти Панденульфа, отримавши підтримку колишнього графа Ландо II, Ландульфа з Суесоли та князя Салернського Гвайфера. Натомість, Панденульф спирався на підтримку князя Беневентського Вайфера та  неаполітанського дуки Афанасія. Після відмови Афанасія допомагати Панденульфу, Ландо III з союзниками підступно напали на Капую та вигнали звідти Панденульфа.
Здобувши престол Ландо III успішно воював з Ландо II та Афанасієм. Пізніше він уклав союз з герцогом Сполетським Гі III. Був одружений з дочкою князя Беневентського Радельгара. Після смерті Ландо III престол спадкував його брат Ланденульф I.